# František Gajda (odbojář)
František Gajda (30. listopadu 1913 Lanžhot – 6. října 1950 československo-rakouská státní hranice u Lanžhota) byl český zedník, dělník, protikomunistický odbojář a agent chodec, který byl zastřelen v roce 1950 při pohybu v hraničním pásmu u Lanžhota.

## Životopis
Narodil se v roce 1913 v Lanžhotě otci Pavlovi a matce Marii. Se svou ženou Marií měl se mu narodilo pět dětí, žil v rodném Lanžhotě. Měl bratra Josefa a sestru Růženu. Před začátkem druhé světové války pracoval u několika různých firem, například v Baťově se živil jako zedník. Po konci války se stal v červnu 1945 členem České strany národně sociální a téhož roku se stal také provozovatelem autodopravy. V roce 1945 mu zemřela dcera Marie, když ji mezi Břeclaví a Lanžhotem přejel vůz, který řídil voják Rudé armády ve stavu opilosti. Od května 1949 byl zaměstnán jako dělník v naftových závodech, nicméně ještě v srpnu 1949 zaměstnání opustil zřejmě ze zdravotních důvodů.

### Po Únoru 1948
Po komunistickém převratu v roce 1948 se zapojil do protikomunistického odboje, přičemž se angažoval v ilegálním převádění osob přes státní hranici na železné oponě do Rakouska. Spolu se svým spolupracovníkem Antonínem Fojtíkem se mu za dobu svého působení povedlo přes hranici převést 25 osob, při svém dalším působení pak podle několika zdrojů přes hranice převedl stovky uprchlíků. Typicky uprchlíky převáděl v brodech na řece Dyji. Od února 1950 byl prohlášen za nezvěstného, přičemž Státní bezpečnost jej tou dobou již z členství v protirežimním odboji podezírala. V květnu 1950 se z Československa podařilo díky Gajdovy uprchnout jeho manželce i dětem. Přestože Gajda nejprve působil jako agent chodec bez záštity tajné služby, při svém pobytu v Rakousku byl nakonec vyškolen jako agent americké zpravodajské služby CIC.

#### Úmrtí
Dne 6. října 1950 byl v pozdních večerních hodinách zastřelen příslušníky Pohraniční stráže, když se pohyboval v hraničním pásmu asi jeden a půl kilometru od Lanžhota. Mělo přitom jít o jeho poslední výpravu za hranice. O dva dny později byl Gajda v Lanžhotě pohřben. Jeho žena se po jeho smrti s dětmi přestěhovala do Kanady. V září 1951 byly poté v politickém procesu odsouzeny tři desítky osob, které s Gajdou spolupracovaly při převádění uprchlíků z Československa, k dlouholetým trestům odnětí svobody včetně jednoho doživotního trestu. Pohraničník, který Gajdu zastřelil, byl za svůj čin navrhnut na povýšení. Po sametové revoluci byl případ Gajdovy smrti vyšetřován od září 2001 do července 2003, nikdo však za Gajdovu smrt potrestán nebyl.